# Emtp
EMTP (en inglés ElectroMagnetic Transients Program) es un tipo de programa de computadora destinado al análisis de circuitos eléctricos, especialmente en régimen transitorio.
Este tipo de programas permite modelar matemáticamente sistemas eléctricos, mecánicos y de control, monofásicos y polifásicos.

## Historia
El EMTP fue inicialmente desarrollado como contraparte del Transient Network Analyzer (TNA, Analizador de transitorios en redes) entre 1962 a 1966 por Hermann W. Dommel como investigador postdoctoral en la Universidad Técnica de Múnich patrocinado por la Asociación Alemana de Investigación (Deutsche Forschungsgemeinschaft). Años más tarde, entre 1966 y 1973, el Dr. Dommel continuaría el desarrollo de este tipo de programas durante su trabajo en la División de Ingeniería de Sistemas de la Bonneville Power Administration (BPA) de los Estados Unidos. En 1969 el Dr. Dommel publica el artículo "Digital Computer Solution of Electromagnetic Transients in Single-and Multiphase Networks"   en el cual hace publica la método de solución del EMTP. En 1973 el Dr. Dommel deja de trabajar en BPA y se vincula con la Universidad de Columbia Británica. Ante la salida del Dr. Dommel de la BPA, la responsabilidad principal del mantenimiento y desarrollo de EMTP en BPA pasó al cargo del Dr. W. Scott Meyer. En 1974 Siemens lanza el programa NETOMAC (Network Torsion Machine Control).  En 1976 el Dr Dennis Woodford  en Manitoba Hydro desarrollo una versión que incluía el análisis  de sistemas de HVDC conocida como EMTDC con base en la formulación Dommel. En 1976 se inicia DIgSILENT (DIgital SImuLator for Electrical NeTwork). El EMTP desarrollado en la Bonneville Power Administration (BPA) fue de dominio público hasta la iniciativa de comercializarlo que surgió en 1984 por parte de EMTP Development Coordination Group (DCG) y el  Electric Power Research Institute (EPRI). En 1984 se crea el Alternative Transients Program (ATP). La primera versión de DCG EMTP se lanzó en 1987. En 1987 se crea Microtran también conocida como la versión EMTP de la Universidad de Columbia Británica. El desarrollo y mantenimiento de EMTP por parte de BPA se suspendió a principios de la década de 1990. En 1998 se introduce en Matlab/Simulink el Power System Blockset. En 2003 DCG lanzó una nueva versión reestructurada llamada EMTP-RV (Restructured Version). En 2005 el  Blockset de Simulink cambia su nombre a Simscape Power Systems.
En la actualidad existen varios programas con capacidades EMTP que son: NETOMAC, EMTDC/PSCAD, DIgSILENT, ATP, Microtran, EMTP-RV, Simscape Power Systems, XTAP.
Han pasado más de 50 años desde la primera generación de software EMTP, en la actualidad existe una segunda generación tiene mayor calidad técnica, precisión, fiabilidad, etc.

## Métodos de solución programas tipo EMTP
Los programas EMTP utilizan principalmente el método de integración trapezoidal para resolver las ecuaciones diferenciales del sistema simulado. La versión de EMTP DCG y EMTP UBC utilizan, ante las discontinuidades que ocasionan oscilaciones numéricas (Chatter), la técnica de ajuste de amortiguación crítico (CDA - Critical Damping Adjustment ) que elimina oscilaciones numéricas del método de integración trapezoidal ejecutando ante la detección de oscilación numérica dos iteraciones en un paso de tiempo mediante el método de Euler hacia atrás y regresando la solución al método de integración trapezoidal. El EMTDC/PSCAD utiliza la técnica de interpolación lineal para la eliminación del "Chatter". DIgSILENT utiliza el método theta generalizado, que permite utilizar la integración trapezoidal o método de Euler hacia atrás dependiendo del factor de amortiguamiento. Simscape Power Systems posee el método de Tustin (método de integración trapezoidal en la comunidad de control digital), método de Euler hacia atrás y el Tustin/Backward Euler (TBE) que es la combinación del método de integración trapezoidal con método de Euler hacia atrás. Una revisión comparativa de los métodos puede ser consultada en la siguiente referencia.

## Simulacion en tiempo real
Las plataformas de simulación en tiempo real poseen simuladores e interfacez para la simulacion de transitorios.   
En esta categoría de simuladores se puede encontrar RSCAD de RTDS Technologies Inc, Hypersim de Opal-RT Technologies Inc  y Typhoon HIL Schematic Editor.

## ATP
El programa ATP, Alternative Transient Program surge del año 1984 cuando los Drs. W. Scott Meyer y Tsu-huei Liu no aprobaron la comercialización del EMTP por parte de DCG (EMTP Development Coordination Group de la BPA) y EPRI (Electric Power Research Institute).
Los Drs. Meyer y Liu, utilizando su propio tiempo personal, empezaron el desarrollo del ATP partir de una copia de EMTP de dominio público como una alternativa no comercializada del EMTP. 
Aunque el programa puede ser adquirido sin costo, ATP no es del dominio público, se requiere una licencia antes que los materiales puedan ser recibidos por el interesado. Los requerimientos para usar el ATP son honestidad en su manejo y el compromiso de no participación en la comercialización de EMTP o de otros programas de simulación de transitorios.
En términos generales, el programa es el mismo y suele mencionarse como ATP o bien EMTP-ATP.

## Distribución de EMTP-ATP
El ATP se distribuye por medio de los grupos de usuarios existentes en varias regiones del mundo.
Cualquier persona puede solicitar los materiales del programa siempre que esté de acuerdo con la licencia y que sea aprobado por el grupo de usuarios.
Algunos grupos de usuarios son:
- Canadian/American EMTP User Group[6]
- European EMTP-ATP Users Group Assoc. (EEUG)[25]
- Japanese ATP User Group (JAUG)[26]
- Latin American EMTP User Group (CLAUE)[27]
- Argentinian EMTP User Group (CAUE)[28]
- Australian EMTP User Group (AEUG)
- Korean EMTP User Group
- Republic of China EMTP User Group
- Indian EMTP User Group
- South African ATP User Group

## Microtran
El programa Microtran  es desarrollado por una empresa derivada de la Universidad de Columbia Británica, Vancouver, Canadá. Esta compañía se estableció para desarrollar y comercializar la versión UBC del EMTP.
Microtran fue fundado en 1987 por: Hermann W. Dommel , Jose R. Marti y Luis Marti.

## EMTP-RV
El programa EMTP-RV es la versión completamente reestructurada de EMTP DCG. 

## PSCAD
El programa PSCAD (Power Systems Computer Aided Design) contiene la versión actual del EMTDC y se basa en los principios descritos por el Dr. Hermann Dommel, sin embargo, PSCAD EMTDC ha sido desarrollado independientemente de los otros programas EMTP.

## XTAP
El programa XTAP (eXpandable Transient Analysis Program) es un desarrollo en Central Research Institute of Electric Power Industry .